# 越谷市科学技術体験センター
越谷市科学技術体験センター（こしがやしかがくぎじゅつたいけんセンター）は、埼玉県越谷市にある科学館。愛称はミラクル。

## 概要
2001年（平成13年）5月3日に開館した。体験装置のほかサイエンスショーが行われている。また、多目的ホールなどが利用できる。

## 施設情報
- 所在地 - 越谷市七左町2－205－2
- 入場料 - 無料
- 開館時間 - 午前9時から午後5時
- 休館日 - 祝日除く月曜日、年末年始、祝日の翌日

## アクセス
- 東日本旅客鉄道（JR東日本）武蔵野線南越谷駅・東武伊勢崎線（東武スカイツリーライン）新越谷駅西口から徒歩10分